# 不只儿
不只儿（?—?），《亲征录》作薄察，《元史》作薄刹、八札，《史集》作不臣、不只儿，蒙古兀魯兀惕氏，蒙古帝国将领，朮赤台的儿子，怯台的兄弟。
据蒙古部族的族祖传承，孛端察儿的曾孙里有一个叫纳臣的人物，纳臣的二子兀魯兀歹、忙忽歹分为兀魯兀惕氏、忙忽惕氏两个氏族。兀魯兀惕氏、忙忽惕氏在蒙古部内是仅次于乞颜氏、泰赤乌氏的有力部族，侍奉成吉思汗的兀魯兀惕族長朮赤台被任命为率领四千户的千户长。
《集史·成吉思汗紀》记载“[怯台·诺颜和不只儿·诺颜]二人是兄弟。……他们赤心忠诚，成吉思汗把他们的部族的全部委托给了他们[两人]”。朮赤台死後，兀魯兀惕四千户被怯台、不只儿兄弟继承。1213年（癸酉年）秋，与怯台同攻居庸关古北口，后奉命围攻中都。屠寄《蒙兀儿史记·卷三》以为此不 只儿即《元朝秘史》提到的不察阑·扯儿必，村上正二赞同其说。不察阑与朵歹、斡歌連、脱栾、朵豁勒忽、速亦客禿·扯兒必等人被任命为“扯儿必”（侍从）。
关于《元朝秘史》功臣表第38位的不只儿这个名字，众说纷纭，有学者推测这个“不只儿”不是兀魯兀惕氏的不只儿·诺颜，而是塔塔尔部脱脱里台氏不只儿（布智儿）。